# Paradisea
Paradisea es un género con 6 especies de plantas bulbosas perteneciente a la familia Asparagaceae. Es originario de Europa.

## Taxonomía
El género fue descrito por Giovanni Mazzucato (1787-1814)  y publicado en Viag. Bot. Alpi Giulie 27. 1811. La especie tipo es: Paradisea hemeroanthericoides

## Especies
- Paradisea bulbilifera
- Paradisea hemeroanthericoides
- Paradisea liliastrum
- Paradisea lusitanica
- Paradisea minor
- Paradisea stenantha